# Dotze apòstols d'Irlanda

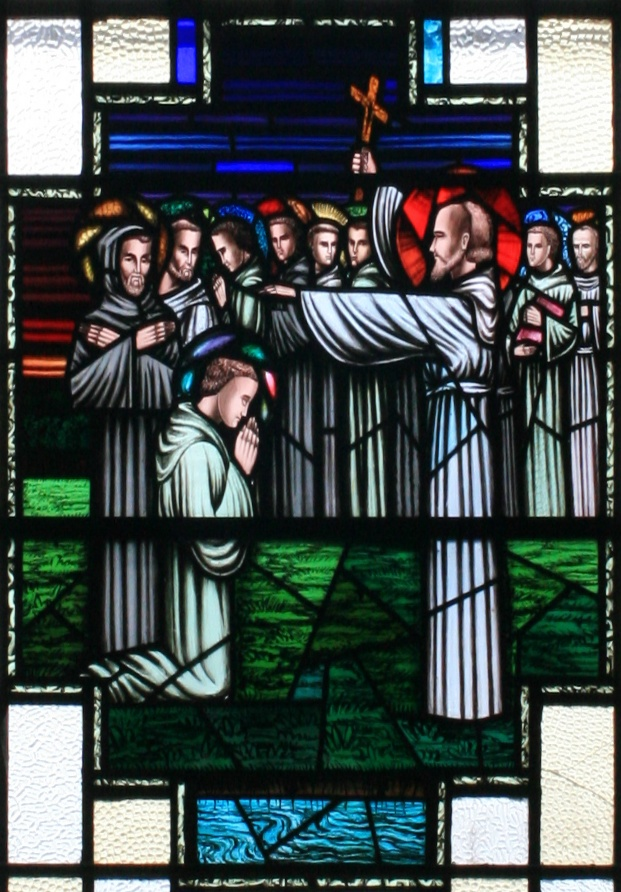
Vitrall de Sant Finnian de Clonard beneint els Dotze Apòstols.

Els Dotze Apòstols d'Irlanda (en anglès: 'Twelve Apostles of Ireland'; en irlandès: 'Dhá Aspal Déag na hÉireann', 'Dhá Aspal Déag na hÉireann') van ser dotze monjos irlandesos del segle VI que van estudiar sota la tutela de Sant Finnian de Clonard a l'Abadia de Clonard. Es diu que al voltant de tres mil persones van estudiar sota la tutela de Finnian de Clonard, però solament els dotze més destacats són coneguts com a apòstols, sent aquests els següents:
- Sant Brandán de Birr
- Sant Brandán de Clonfert
- Sant Cainnech de Aghaboe
- Sant Ciarán de Saighir (en algunes tradicions, substituït pel mateix Sant Finnian de Clonard)[2]
- Sant Ciarán de Clonmacnoise
- Sant Columba de Terryglass
- Sant Columba de Iona
- Sant Laisrén mac Nad Froích
- Sant Mobhí Clárainech
- Sant Ninnidh
- Sant Ruadhán de Lorrha
- Sant Senán mac Geirrcinn